# SDTV
La SDTV (Standard-Definition Television, soit définition standard pour la télévision), ou SD, est une série de normes définissant la définition d’images vidéo conformes aux Normes et standards de télévision comme NTSC, PAL et SECAM.
L'introduction de la SDTV marque une étape importante dans l'Histoire des techniques de télévision.
Elles ont pour objet de distinguer la définition de ces normes historiques, d’une part, de celle des signaux de télévision à haute définition, dits « HD », d’autre part :
- les formats 480i (associé au standard couleur NTSC)
- 576i (associé au standards PAL et SECAM) font partie des normes à définition SDTV ;
- les formats dont la définition verticale (nombre de lignes) est égale ou supérieure à 720 pixels sont classés dans la catégorie haute définition.

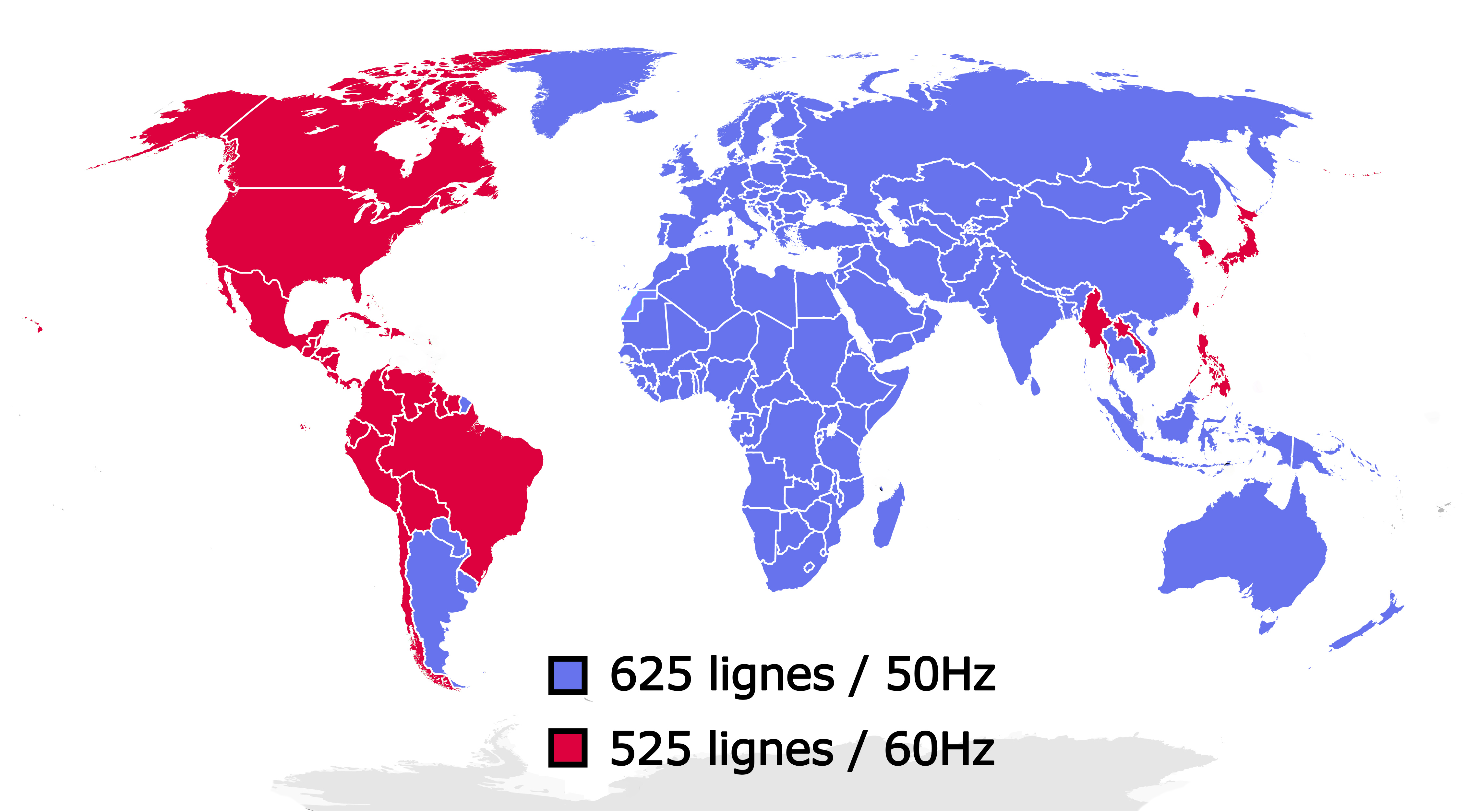
Carte mondiale de répartition par pays, du format de télévision et vidéo analogique, caractérisé par la définition et la fréquence du courant électrique local. Répartition en vigueur à partir de 1985. À ne pas confondre avec la norme de télédiffusion ou avec le standard couleur NTSC, PAL ou SÉCAM. Voir Fréquences des canaux de télévision.